# Orthopichonia indeniensis
Orthopichonia indeniensis är en oleanderväxtart som först beskrevs av Auguste Jean Baptiste Chevalier, och fick sitt nu gällande namn av H.Huber. Orthopichonia indeniensis ingår i släktet Orthopichonia och familjen oleanderväxter. Inga underarter finns listade i Catalogue of Life.